# Traufbachtal

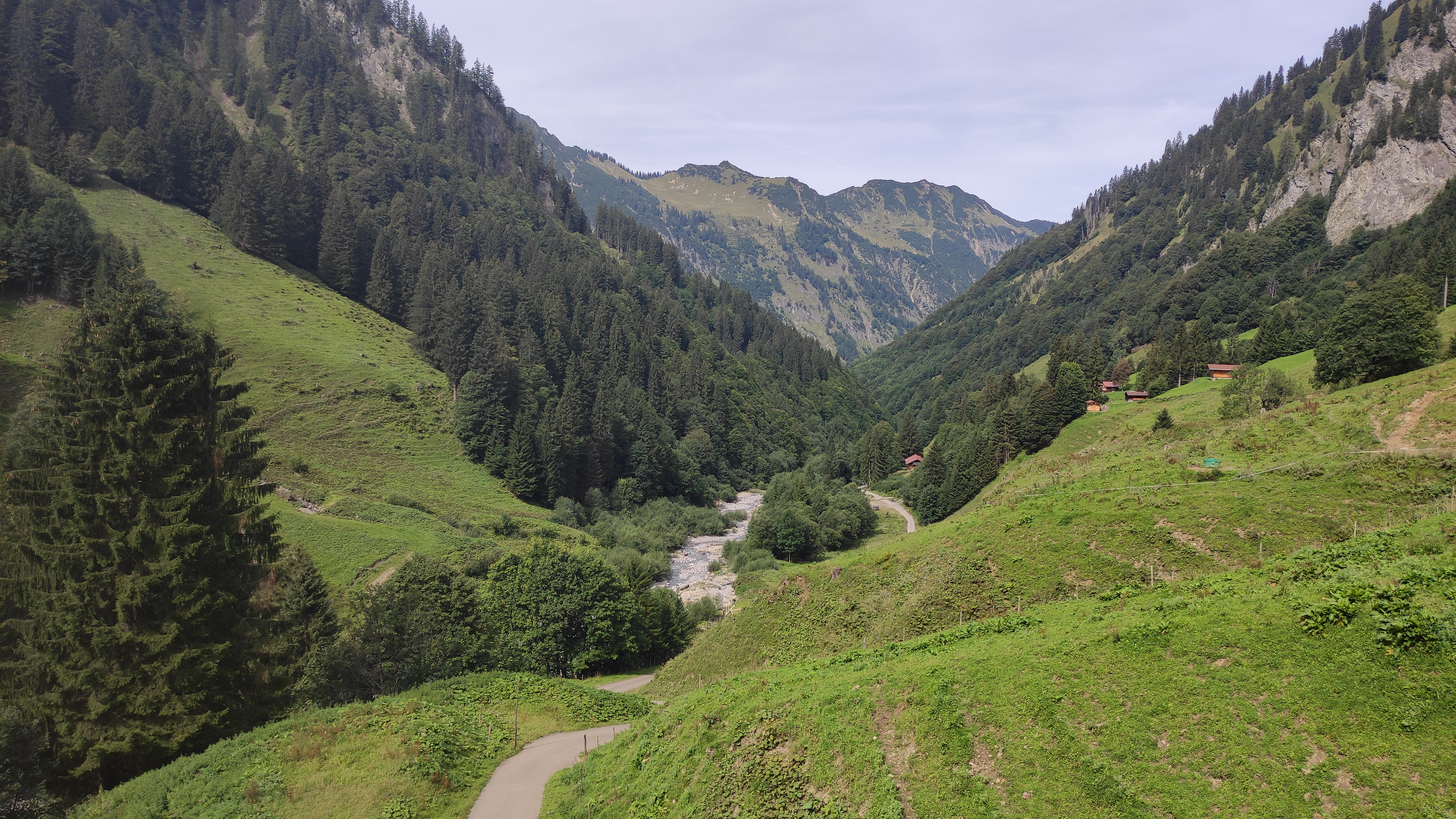
Traufbachtal: Blick von der Hinteren Traufbergalpe talwärts

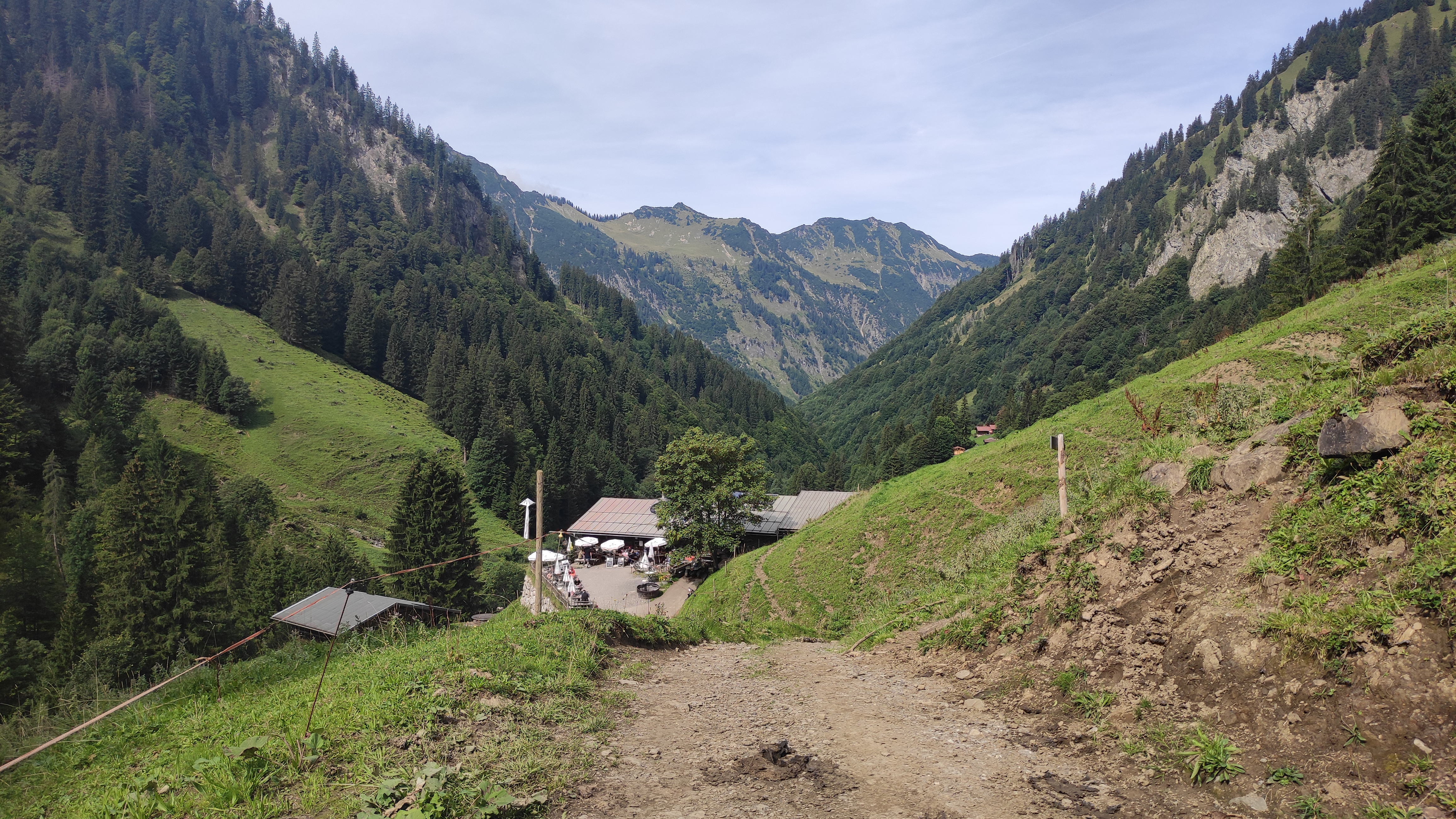
Hintere Traufbergalpe im Traufbachtal

Das Traufbachtal ist ein Nebental des Trettachtales. Der Traufbach entspringt unterhalb der Krottenspitzen (2553 Meter). Das kurze Traufbachtal weist ein starkes Gefälle auf und endet im Traufbachtobel. Nördlich von Spielmannsau mündet es in das Trettachtal. Von den dort liegenden Alpen, Krautersalpe, Hierenalpe, Obergiebelalpe wird nur noch die Traufbachalpe mit ungefähr 130 Stück Jungvieh bewirtschaftet. In das Tal führt eine für den Verkehr gesperrte Fahrstraße, die von 1968 bis 1969 vom Wasserwirtschaftsamt Kempten zur Sanierung einer Stauschwelle des Traufbaches gebaut wurde. Durch den Tobel gelangt man auf einem Fußweg ins Traufbachtal. 2011 wurde die Straße vom Amt für ländliche Entwicklung mit einer 70-prozentigen Bezuschussung des Staates für 580.000 € komplett saniert und mit einer Asphaltdecke versehen.

## Weblink
- Das Traufbachtal

Koordinaten: 47° 20′ 17,8″ N, 10° 19′ 59,1″ O